# Gipsformerei
De Gipsformerei is een instelling die van gips kopieën van beelden maakt voor de Staatliche Museen zu Berlin in Berlijn. Bijvoorbeeld voor het het Pergamonmuseum en het Altes Museum
De Gipsformerei begon rond 1820 als 'Köninglich Preußische Gipsabgußanstalt' en is sindsdien niet meer gestopt met het produceren van mallen en kopieën van bekende en/of belangrijke beelden. Bijvoorbeeld de buste van Nefertiti, de Apollo van Belvedère, maar ook beelden in het buitenland die snel beschadigd raken, of die gevoelig zijn voor vandalisme. Andere stukken zijn nagemaakt omdat zij van onschatbare waarde zijn voor de wetenschap, zoals de steen van Rosetta.
Het oudste stuk dat anno 2008 is nagemaakt, is de Venus van Willendorf; het origineel is 25.000 jaar oud. Het grootste stuk is de 42 meter hoge afdruk van de Marcus-Aureliuszuil welke in Rome staat. Het kleinste stuk is een afdruk van een Egyptische Scarabee, ter grootte van een vingernagel.
De Gipsformerei is de oudste staatsinstelling van Duitsland. Ze werd opgericht door de Pruisische koning Frederik Willem III in 1819, maar pas een jaar later kon het beginnen met werken. De eerste directeur was Christian Daniel Rauch. Het doel van de instelling is het bewaren van belangrijke stukken voor de musea en het verschaffen van studiemateriaal voor universiteiten en kunstacademies. Maar tegenwoordig zijn ook de kunst minnende burgers een doel op zich.
Anno 2008 is de Gipsformerei met ruim 7000 modellen de grootste instelling in zijn soort.

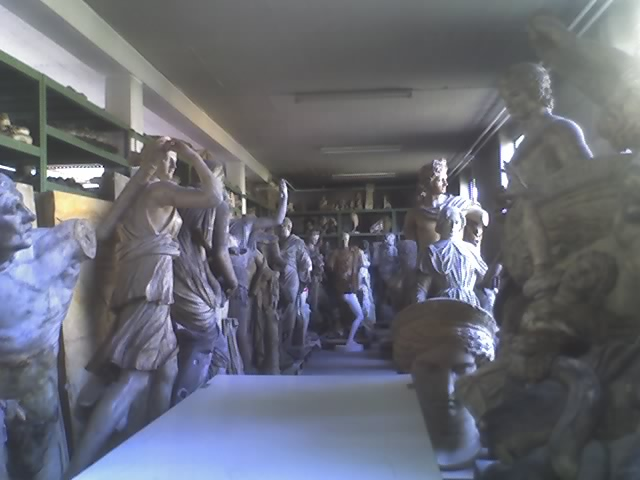
Interieur van de opslag van de Gipsformerei met verschillende afgietsels
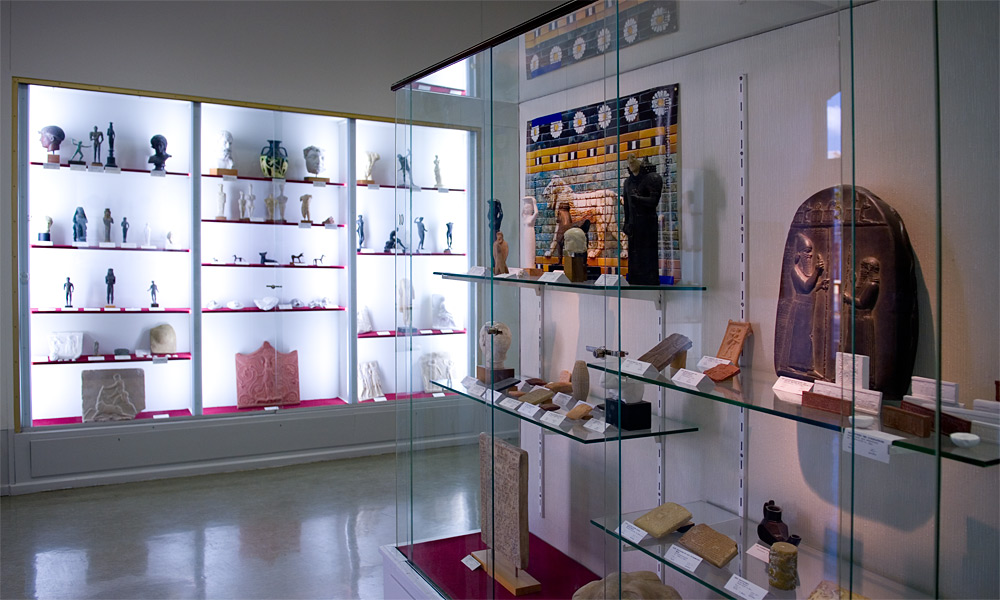
Tentoonstellingsruimte